# Rhodohypoxis incompta
Rhodohypoxis incompta är en enhjärtbladig växtart som beskrevs av Olive Mary Hilliard och Brian Laurence Burtt. Rhodohypoxis incompta ingår i släktet Rhodohypoxis och familjen Hypoxidaceae. Inga underarter finns listade i Catalogue of Life.